# Saint-Jean-de-Védas
Saint-Jean-de-Védas este o comună în departamentul Hérault din sudul Franței. În 2009 avea o populație de 8.818 de locuitori.

## Evoluția populației
| An        | 1975  | 1982  | 1990  | 1999  | 2006  | 2009  |
| --------- | ----- | ----- | ----- | ----- | ----- | ----- |
| Populație | 3.529 | 4.284 | 5.390 | 8.056 | 8.585 | 8.818 |